# David de Trebisonda
David Comnè fou el darrer emperador de Trebisonda, que va governar en vint-i-dosè lloc durant el període 1460-1463. Va pujar al tron després de la mort del seu germà, quan l'imperi estava ja sentenciat a mort per l'ambició del soldà otomà i poca cosa podia fer per evitar-ho. Dos anys després de la presa de la capital va ser decapitat juntament als seus fills; les seves filles, però, van salvar la vida. El juliol del 2013, l'Església Ortodoxa de Constantinoble va canonitzar com a sants màrtirs a David i els seus fills, ja que el mateix Mehmed II va justificar la seva actuació per motius religiosos; es va establir com a dia commemoratiu l'1 de novembre, dia en què van ser executats.

## El govern d'un imperi condemnat a mort
Durant el regnat del seu germà, David va tenir el títol de dèspota, que a Trebisonda era sinònim d'hereu al tron. David va participar en les expedicions contra els genovesos i també se li van confiar diverses tasques diplomàtiques. El 1458 va anar a Adrianòpolis per ratificar un tractat amb el soldà otomà Mehmed II i en una altra ocasió, el mateix any, va escortar la seva neboda Teodora per trobar-se amb el qui seria el seu marit, Uzun Hassan, emir dels aq qoyunlu.
En alguna data poc després del 22 d'abril del 1459, havent mort Joan IV, va ser coronat emperador. Joan IV també havia nomenat hereu al seu nebot Aleix, però en aquell moment només tenia quatre anys i segons el cronista Laonikos Chalkokondyles David i el jove Aleix van ser coronats coemperadors, amb el suport dels archontes kabasitanoi.
Des de la conquesta de Constantinoble pels otomans el 1453, l'amenaça havia anat en augment amb l'arribada al poder de Mehmet II. Aquest havia convertit Trebisonda en un estat vassall durant el regnat del germà de David. Joan IV va intentar fins a la seva mort cercar aliances per recuperar la sobirania del seu país: amb els prínceps de Geòrgia i amb Uzun Hassan dels aq qoyunlu, dels quals David refiava obtenir suport. El governant musulmà de Sinope i Karaman sembla que també estava en la llista d'aliats.
L'octubre del 1460, un tal Ludovico da Bologna es va presentar a la cort de l'emperador Frederic III del Sacre Imperi Romanogermànic amb dos homes que deien ser ambaixadors de Pèrsia i Geòrgia. L'ambaixador de Pèrsia, en representació de Qvarqvare II, príncep e Samtskhe, es deia Custopa (també escrit Custoda, o Chastodina), mentre que l'ambaixador en representació del rei Giorgi VIII de Geòrgia s'anomenava Nicolau de Tiblisi. Portaven cartes signades no tan sols per aquests governants sinó també per altres quatre, i a més s'esmentaven tres tribus caucàsiques que desitjaven formar part d'un atac conjunt contra els otomans. La missió de Ludovico va continuar després cap a Venècia i Florència, on un nou ambaixador se'ls va unir, era el representant de David Comnè de Trebisonda i es deia Miquel Alighieri.
A Florència, una ciutat que anhelava construir una xarxa de bases comercials a orient, Miquel Alighieri va negociar un tractat que garantia a la ciutat un consolat a Trebisonda (fondaco) i unes condicions de comerç amb una taxa de només el 2% en els productes exportats, amb la qual podrien ser competidors dels genovesos i dels venecians a la mar Negra. Com el seu avantpassat, Dante Alighieri, Miquel Alighieri era florentí, però coneixia bé la zona, ja que hi havia estat comerciant pel seu compte des de feia temps. Segons l'historiador Bryer hi ha un document datat el 28 d'abril del 1470, en què els protectors del Banc de Sant Jordi a Caffa va donar a Miquel Alighieri un salconduit que incloïa els seus fills i el personal al seu servei. Segons Bryer l'aparició i  actitud d'aquest Ludovico da Bologna sembla massa simplista per ser considerat cert tot el que es diu sobre ell. Per altra banda sí que creu que Miquel Alighieri fos un representant legítim de l'emperador David, ja que la carta que va portar al duc Felip III de Borgonya no s'havia escrit a Itàlia, des del punt de vista d'un italià, sinó per algú que coneixia força Trebisonda i que hi havia estat recentment. L'historiador William Miller està d'acord que Miquel Alighieri era un autèntic ambaixador de Trebisonda, però no es pot donar la mateixa credibilitat a Ludovico da Bologna, el primer suposat enviat per crear una lliga de regnes cristians.
Amb el suport occidental encara per quallar, David es va precipitar demanant al soldà una remissió del tribut que el seu antecessor havia acordat pagar. I encara pitjor, va fer aquesta petició per mitjà d'uns enviats d'Uzun Hassan, els quals el van fer quedar com un arrogant per afavorir així la imatge del seu senyor. El soldà Mehmed II els va acomiadar, dient que la resposta la donaria més endavant. I aquesta resposta va arribar l'estiu de l'any següent: una flota capitanejada per Kasim Pasha va salpar cap a Trebisonda mentre ell conduïa un exèrcit per terra, des de Bursa.

## La presa de Trebisonda
Després de fingir que estava disposat a negociar amb els seus veïns, Mehmed II va posar sota setge la ciutat de Sinope i en va obtenir la rendició. Llavors va enviar una flota cap a Trebisonda, mentre ell personalment s'encarregava de l'atac a Uzun Hassan. Quan el soldà va conquerir ràpidament la fortalesa fronterera de Koylu Hisar, i els aliats d'Uzun Hassan, els karamanians no van acudir a auxiliar-lo, Uzun Hassan va enviar la seva mare, Sara Khatun, amb luxosos regals al campament del soldà per demanar la pau. Aquesta dona va aconseguir el tractat de pau entre Mehmed i els aq qoyunlu, però no va poder fer res pel país nadiu de la seva nora, Trebisonda. Es diu que Sara Khatun va preguntar: «Per què t'esmerces, fill meu, per una cosa de tan poc valor com Trebisonda?» i ell li va contestar que l'espasa de l'islam estava a la seva mà i que seria una vergonya per a ell no esmerçar-se per la seva fe.
Amb l'aliat més efectiu de David neutralitzat, Mehmed II va marxar cap a Trebisonda. La seva flota ja estava ancorada davant la ciutat des del juliol, havien derrotat l'exèrcit de David i havien saquejat els barris exteriors per finalment assetjar l'interior de la muralla durant més d'un mes. El general otomà Mahmud Pasha Angelovic va obrir negociacions amb David abans de l'arribada del soldà. El protovestiari, George Amiroutzes, va aconsellar a David que es rendís. Quan Mehmed II va arribar a l'agost, li va saber greu que haguessin començat a negociar, ja que hagués preferit una rendició total, així i tot va permetre que continuessin amb la negociació. A canvi del lliurament de la ciutat David només demanava la promesa de salvar-se ell i la seva família, juntament amb una assignació de diners per al seu sosteniment, que es retirarien a Tràcia.
La rendició de David, al voltant del 15 d'agost del 1461 va marcar la fi de l'Imperi de Trebisonda i de la tradició de l'Imperi Romà d'Orient a la zona. L'emperador i la seva família van embarcar cap a Constantinble. Els ciutadans van quedar dividits en tres grups: uns van passar a ser servents del soldà i dels seus oficials, altres es van traslladar a Constantinoble, i a la resta se'ls va permetre viure als afores de Trebisonda. Alguns joves se'ls va obligar a ingressar en el cos dels geníssers, i el general otomà Mahmud Pasha es va quedar per vigilar la ciutat.

## Després de l'enderrocament
David es va establir a Adrianòpolis i va rebre per al seu manteniment les terres de la vall del riu Estrímon, de les quals obtenia un benefici anual d'unes 300.000 peces de plata. Això no obstant, David provenia d'una nissaga que havia produït emperadors a Trebisonda i a l'Imperi Romà d'Orient i, per tant, Mehmet II no deixava de considerar-lo un potencial perill que algun dia podria trobar seguidors per sublevar-se contra ell.
L'excusa per desempallegar-se d'ell es va presentar dos anys després. Segons un text afegit a la Història de Chalkokondyles (l'autor del qual és anomenat Pseudo-Chalkokondyles), la neboda de David, Teodora (també coneguda pel nom de Despina Khatun), li va escriure unes cartes demanant-li que li enviés un dels seus fills o el seu nebot Aleix, el fill del seu germà gran Alexandre, a viure amb ella. Jordi Amiroutzes va trobar aquestes cartes i les va ensenyar al soldà Mehmet. L'historiador Theodore Spandounes creu que aquestes cartes van ser una falsificació escrites per ordre del soldà, però fossin o no autèntiques, el fet és que Mehmet va donar ordre d'empresonar David, els seus tres fills (Basili, Manuel i Jordi) i el seu nebot Aleix.
Escrit al marge d'un manuscrit dels evangelis que pertanyia a l'Escola de Comerç de Chalke (Constantinoble) es va trobar la data de l'empresonament dels quatre homes: dissabte 26 de març del 1463. Aquesta data ha quedat verificada per una altra anotació trobada en un manuscrit que contenia les Històries de Tucídides i que pertanyia a la London Medical Society, en la qual es diu, a més, que els fills de David es van convertir a l'islam sota la influència dels kabasitanoi els quals ho van fer per no passar fam. Els van portar a Constantinoble i els van tancar a la presó de Beyoğlu, allà van ser executats amb l'espasa, juntament amb altres membres de la família dels Comnens, l'1 de novembre del 1463 a les quatre de la matinada. L'execució ha estat confirmada per una carta escrita pel patriarca Sofronios I, el qual va escriure que David amb els seus tres fills havia estat executat feia uns pocs dies després de la seva arribada a Constantinoble.

## Matrimonis i descendència
David es va casar dues vegades, la primera amb Maria de Gothia, de la qual no hi ha constància que tingués descendència. Del segon matrimoni amb Helena Cantacuzè va tenir:
- Basili, decapitat el 1463,
- Manuel, decapitat el 1463,
- Jordi, (1460–m.després del 1463)[18]
- Anna (1447–m. després del 1463),
- Una filla de nom desconegut que es va casar amb Mamia Gurieli.

La seva filla Anna, la qual havia estat oferida com a esposa a Mehmet, va estar un temps a la cambra del soldà i després la hi va oferir a Zaganos Pasha, el qual la va regalar a un fill d'Elvan Bey. Maria Gattiluso, la vídua del germà de David, Alexandre, va anar a parar a l'harem del soldà.
Spandounes, al segle xvi no es va conformar amb la informació donada pel Pseudo-Chalkokondyles i va investigar sobre altres tradicions, que el van portar a diferents destins d'alguns membres de la família de David. Segons aquest autor amb Maria va tenir un fill anomenat Aleix, que es va salvar de la mort, li van donar unes terres a tocant de la part exterior de la muralla de Galata, on l'anomenaven el fill del bey i per això aquest districte es va anomenar Beyoğlu. L'emperadriu vídua, Helena Cantacuzè, va ser fortament castigada pel soldà per haver donat sepultura al seu marit i als seus fills, i va passar la resta de la seva vida en la misèria. El seu fill menut, Jordi, va ser educat com a musulmà però quan de gran li van permetre anar a visitar Uzun Hassan, va fugir cap Geòrgia on vivia una germana seva casada amb un noble d'aquell país, es va convertir al cristianisme i es va casar amb una princesa georgiana.
Aquesta filla de David, de nom desconegut, li va sobreviure i es va casar amb un Gurieli, el cap de la branca Dadiani i per això l'actual representant d'aquesta família de la noblesa georgiana, els Gurieli, diu que el seu arbre genealògic es remunta a l'època dels emperadors de Trebisonda.